# Hôpital psychiatrique
Pour les articles homonymes, voir Asile.

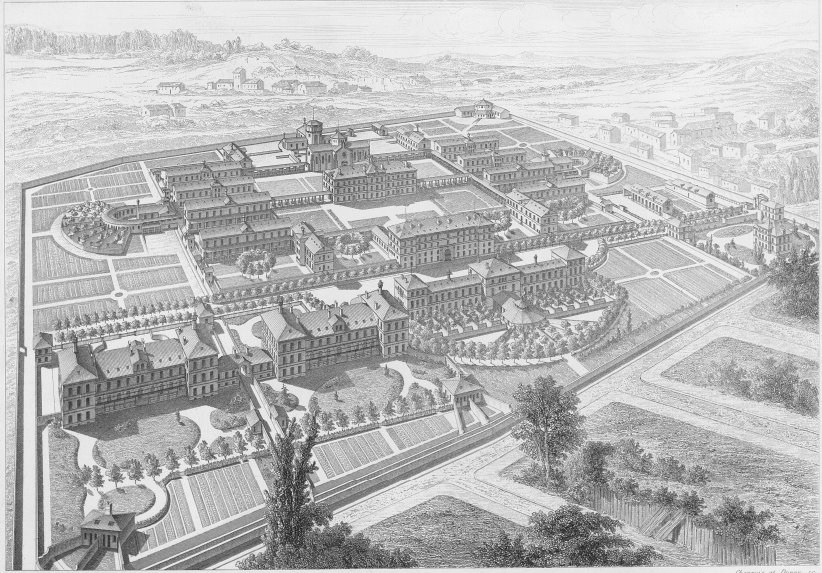
L'asile Sainte-Anne en 1877 à Paris (France).

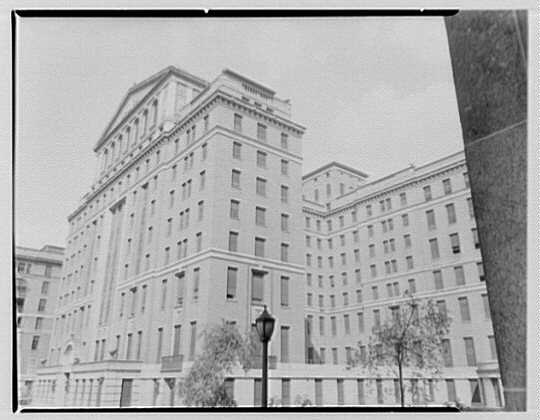
Bellevue Hospital, 28e rue à New York en 1950.

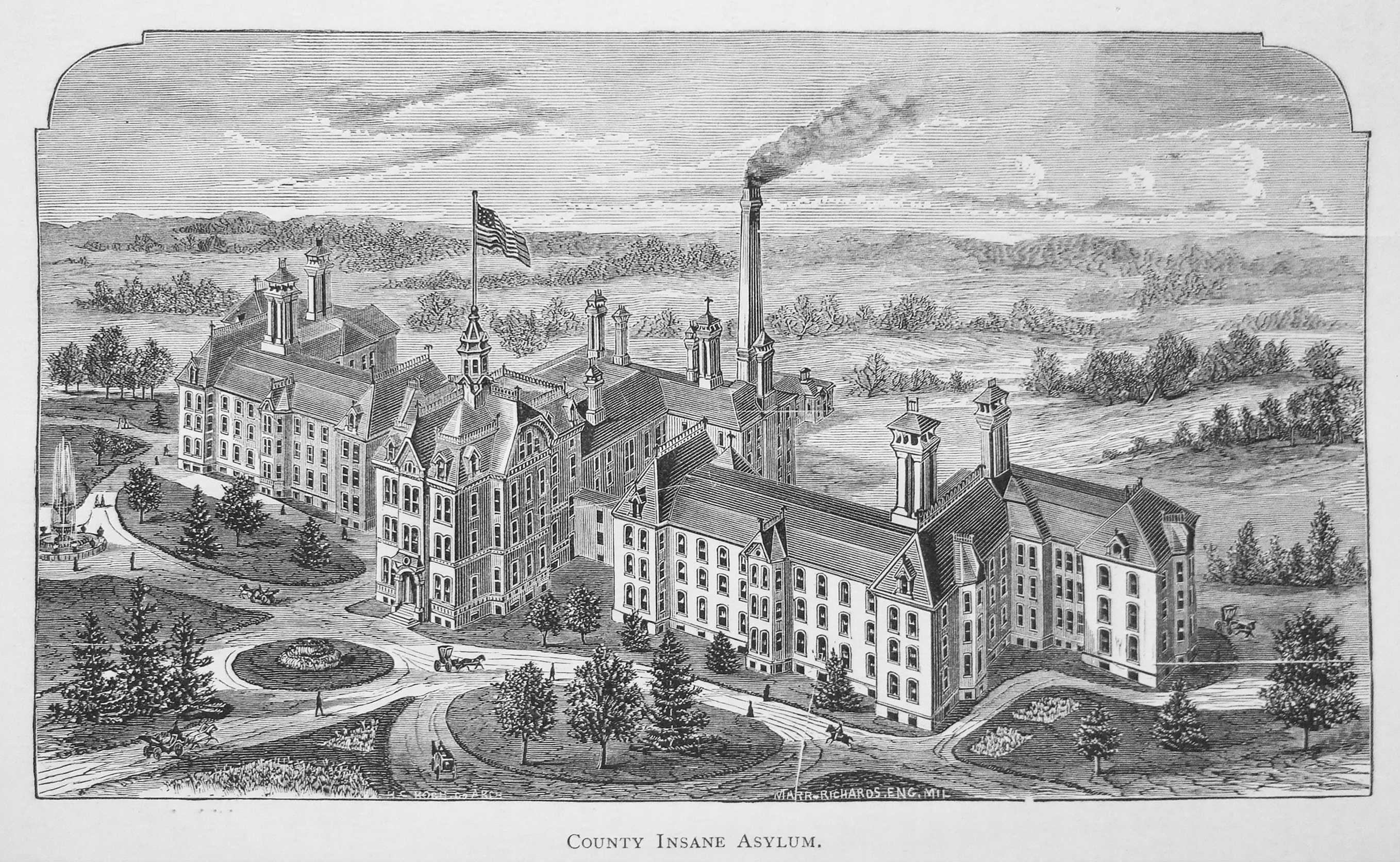
L'asile d'aliéné du comté de Milwaukee, Wisconsin dessiné par E. Townsend en 1881.

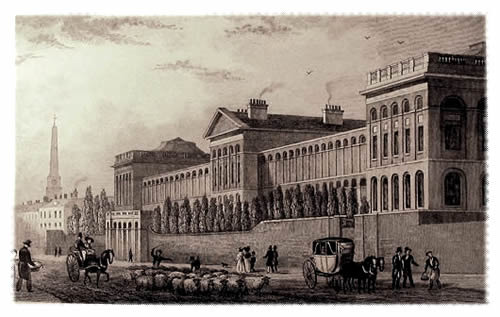
St Lukes Hospital for Lunatics à Londres au milieu du XIXe siècle.

Un hôpital psychiatrique (également appelé asile ou clinique psychiatrique - ou dans le passé asile d'aliénés voire asile de fous) est un hôpital spécialisé dans le traitement de troubles mentaux sévères.
Les hôpitaux psychiatriques varient grandement selon leur taille et compétences. Certains hôpitaux se consacrent aux consultations à court terme ou aux thérapies de patients à un risque moindre. D'autres sont spécialisés dans les soins temporaires ou permanents de résidents qui, à cause de leurs troubles mentaux, requièrent une assistance et un traitement quotidiens, ou un environnement spécialisé et contrôlé. Des patients peuvent être admis de force lorsqu'ils représentent un danger pour eux-mêmes ou pour leur entourage.

## Histoire

### Création
Le premier hôpital psychiatrique est fondé à Bagdad en l'an 705, et les asiles psychiatriques ont été bâtis à Fès au début du VIIIe siècle, au Caire en l'an 800 ainsi qu'à Damas et Alep en l'an 1270. Les patients étaient bénévolement traités à l'aide de bains, médicaments, musiques et autres activités thérapeutiques. Le plus ancien « asile des fous » en Europe est l'hôpital de Bethlem, ouvert en 1247 dans la banlieue de Londres et toujours en fonctionnement aujourd'hui.

### Évolution

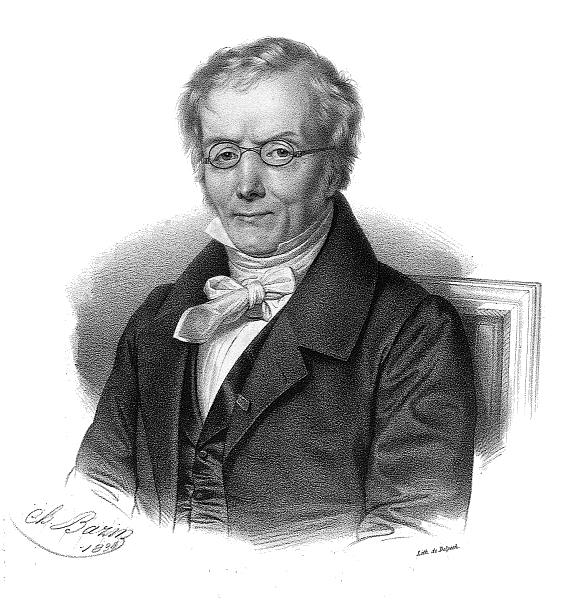
Jean-Étienne Dominique Esquirol.

Les hôpitaux psychiatriques modernes ont évolué depuis et ont finalement remplacé les asiles psychiatriques en Europe.
Le développement de l'hôpital psychiatrique moderne implique également l'évolution de la psychiatrie institutionnelle. L'institutionnalisation en guise de solution pour les « fous » était fréquente durant le dix-neuvième siècle. En France, Jean-Étienne Esquirol est à l'origine de la loi qui rendit la création des hôpitaux psychiatriques obligatoire dans chaque département en 1838.
Les premiers traitements administrés dans les premiers asiles psychiatriques impliquaient souvent des restrictions ou confinements brutaux,. À la suite de nombreuses vagues successives de réformes, et aux changements de méthodes dans les traitements, les hôpitaux psychiatriques adaptent désormais leur traitement dans le but d'aider les patients à être indépendant grâce aux médicaments et aux psychothérapies.
Jusqu'à la seconde moitié du XXe siècle, en France, comme dans la plupart des pays occidentaux la vie dans les grands hôpitaux psychiatriques (ou asiles) était rythmée de façon immuable. Toute transgression était sévèrement punie, les traitements curatifs peu nombreux.
Des méthodes comme la saignée, l'utilisation de purgatifs, sédatifs (type bromure de potassium, vomitifs ou de l'eau), la balnéothérapie pour ses vertus relaxantes (techniques relevant de la théorie des humeurs) côtoient des méthodes violentes (comme faire frôler la mort au malade pour provoquer un état de choc). Le choix du personnel commence à évoluer. Ces grands hôpitaux vivent en autarcie. Les malades, le personnel, les médecins vivent ensemble à l'intérieur des murs. Les sorties sont rares et les malades sont souvent internés à vie car la guérison est rare (5 % des patients de la clinique de Passy de l'aliéniste Émile Blanche ressortent guéris), si bien qu'en France le nombre d'aliénés passe de 10 000 en 1838 à 110 000 en 1939 (époque où les asiles sont huit fois plus peuplés que les prisons de droit commun), le Centre hospitalier général de Clermont-de-l'Oise étant alors le plus grand asile d'Europe. Ce constat pessimiste aboutit au milieu de ce siècle à la théorie de la dégénérescence.
La désinstitutionnalisation des patients fait partie de l'organisation des soins en santé mentale, après les années 1960 à 1970. Ce principe fait que des secteurs psychiatriques sont créés et les services hospitaliers sont chargés des soins et services donnés à la population dans ces secteurs. Chacun des secteurs est sous la charge médicale d'un psychiatre ainsi qu'une équipe pluridisciplinaire pour donner lieu à des réponses ambulatoires, comme le CMP (centre médico-psychologique). En 2010, la France compte 2 000 CMP, environ 19 000 places d'hospitalisations partielles et 1 000 centres d'activités et d'ateliers thérapeutiques à temps partiel. En France, les services hospitaliers ne se sont pas effacés malgré la création de secteurs, mais la prise en charge psychiatrique passe des hôpitaux aux secteurs. Une baisse drastique se produit alors dans les hospitalisations à temps plein, alors que le nombre de lits diminue de moitié en 2011.
Entre 2005 et 2008, le Plan Psychiatrie et Santé mentale (PPSM) a été mis en place, en France. Ce plan a pour but d'affermir les droits des personnes, de desserrer les pratiques et les organisations dans les institutions, d'améliorer la recherche dans le domaine et d'enrichir la formation des professionnels et le niveau des soins donnés. À la suite du PPSM, le Haut Conseil de la santé publique et la Cour des comptes ont étudié ce dernier, en 2011. La Cour des comptes en vient à 23 recommandations pour améliorer le PPSM, dont l'installation d'une hiérarchisation réaliste entre les ressources spécialisées et le don de soins de proximité. Le dernier Plan Psychiatrie et Santé mentale, de 2011 à 2015, vise la diminution des ruptures ainsi que la prévention de celles-ci afin de vivre aisément avec des troubles psychiques, passant d'une approche totale à une approche plutôt globale.

## Fonctionnement
Le sociologue Erving Goffman, dans son ouvrage La Mise en scène de la vie quotidienne, présente soignants et soignés comme l'exemple de deux groupes entretenant des intérêts séparés. Cependant, il peut exister des exceptions : il arrive que des malades essaient de gagner des relations privilégiées avec le personnel, rapports qui peuvent aller jusqu'à des relations d'ordre sexuel ; souvent, il y a des lieux dans les hopitaux où médecins et malades se rencontrent, jouent au cartes, discutent, comme s'ils étaient de même condition. Bruno Bettelheim, médecin célèbre pour ses théories controversées sur l'autisme, s'est opposé à de tels relâchements dans la discipline, disant que les alliances entre enfants handicapés et personnel ne pouvait que susciter des désillusions chez les enfants. Ces arrangements dans la discipline existent aussi à l'intérieur du milieu stratifié professionnel. Par exemple, médecins, infirmiers, personnels non soignant, se mettent à collaborer au sein de thérapie de groupe, mettant en œuvre des apparences d'égalité entre eux.

### Dénomination et définition actuelle

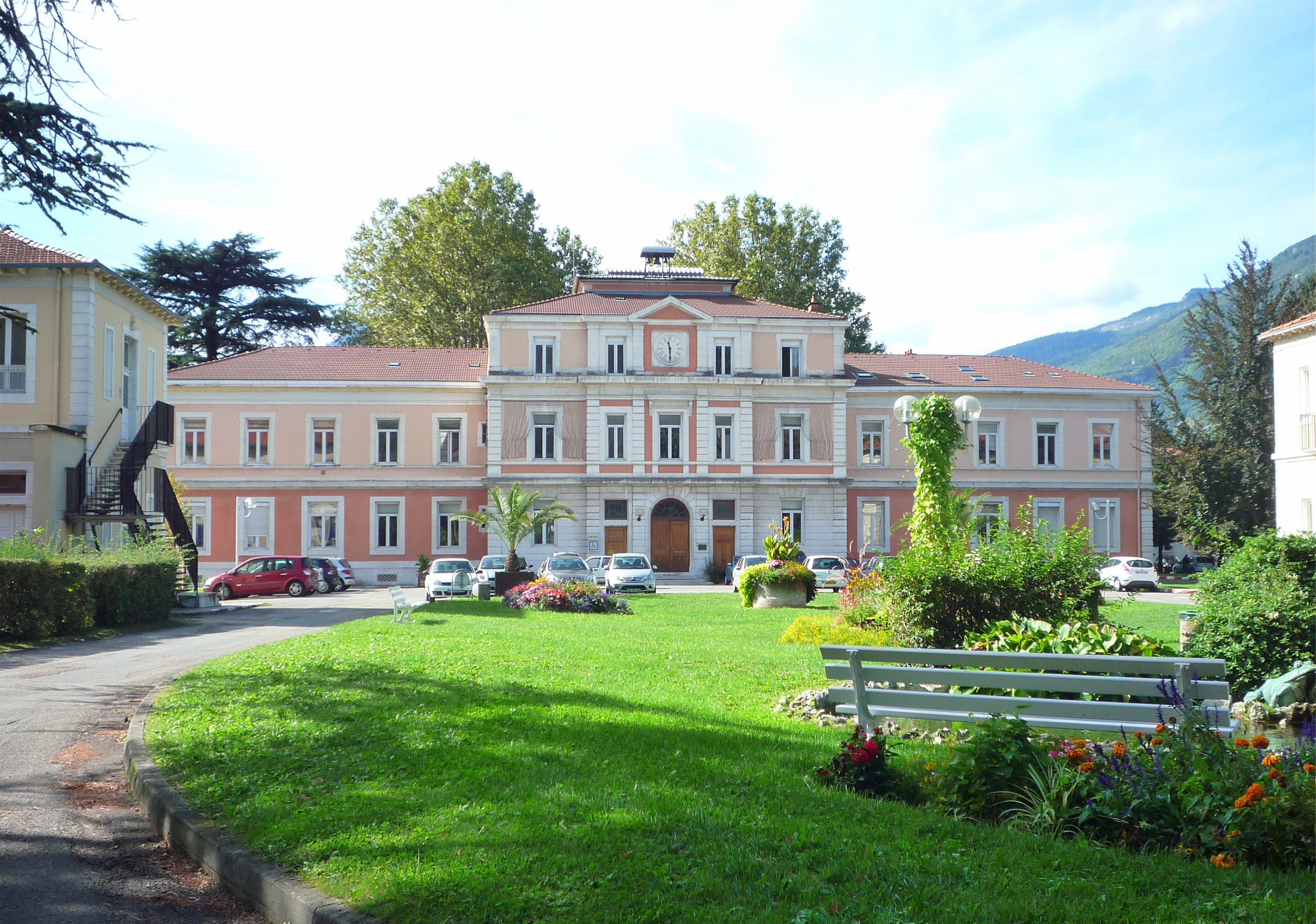
Le centre hospitalier Alpes-Isère (CHAI), près de Grenoble, en 2018.

En France, l'hôpital psychiatrique est aujourd'hui dénommé centre hospitalier spécialisé qui se définit comme une institution hospitalière où l'on prend en charge les maladies ou déficiences non somatiques. Ils correspondent pour la plupart à ce qu'on nommait précédemment mais regroupent aussi d'autres types d'établissements assurant un suivi médical.

### Particularités

#### Internement forcé
Le cas d'hospitalisation sans consentement se base généralement sur l'existence d'un trouble mental empêchant la personne de se prendre en charge, ou induisant un comportement dangereux pour elle-même ou son entourage.

#### Unités pour malades difficiles
Les unités pour malades difficiles (UMD) sont, en France, des services hospitaliers psychiatriques spécialisés dans le traitement des malades mentaux présentant un danger pour eux-mêmes ou pour autrui.

#### Unité hospitalière spécialement aménagée
Les unités hospitalières spécialement aménagées (UHSA) sont, en France, des unités situées au sein d'un établissement public de santé prenant en charge des personnes détenues nécessitant des soins psychiatriques en hospitalisation complète.

## Critiques

### Critiques historiques
Le psychiatre américain Thomas Szasz affirme que les hôpitaux psychiatriques sont des prisons, non des hôpitaux, et que les psychiatres agissent comme juges et des gardes, non comme des médecins. Le philosophe français Michel Foucault est grandement connu pour sa critique exhaustive de l'usage et de l'abus du système hospitalier psychiatrique dans sa thèse intitulée Histoire de la folie à l'âge classique,. Erving Goffman invente le terme d'« Institution totale » concernant les hôpitaux psychiatriques et lieux connexes qui isolent une personne de la vie extérieure,. Goffman place les hôpitaux psychiatriques dans la même catégorie que les camps de concentration, les prisons, les organisations militaires et les orphelinats.
Les techniques pour soigner les patients dans les hôpitaux psychiatriques sont très mal perçues au Québec dans les années 1940 à 1960. Ceux-ci sont basés sur une théorie neurologique qui provient des professionnels français et qui consiste à soigner les patients ayant des symptômes touchant le système nerveux comme la fièvre, le manque d'hygiène, le trouble alimentaire ou autres. Selon eux, il faut guérir ces symptômes de la même façon que les autres maladies mentales sont traitées, donc avec la technique neurologique.
Au Québec, la santé mentale des malades est prise en charge par la communauté religieuse qui n'a aucune expertise concernant la médecine. 
Dans ces années, les psychiatres sont peu nombreux dans les hôpitaux psychiatriques et ils sont inférieurs à la communauté religieuse due au Parti conservateur de l'époque. Les religieuses utilisent plus particulièrement la punition et l'autorité pour obliger le patient à se conformer à la religion catholique. Le patient n'est donc pas guéri, mais bien hébergé pour être soumis à la religion chrétienne par après. Les malades sont violentés et intimidés pour des comportements qui sont hors de leur contrôle et en plus des religieuses qui dirigent les hôpitaux, les préposés se montrent également supérieurs face aux patients, car ils utilisent eux aussi la violence contre eux. Si un malade refuse d'exécuter une tâche demandée, les préposés peuvent le punir violemment et assez pour lui créer des blessures graves pour sa santé[à recycler].
Étant donné que les pratiques utilisées à l'intérieur des murs de ces asiles sont cachées de la société, le gouvernement ne prend pas conscience des changements à faire au niveau du personnel et n'envoie pas d'enquêteur sur place. C'est seulement en 1961 que les pratiques ont commencé à changer lorsque l'écrivain et ancien patient Jean-Paul Pagé sort son roman intitulé «Les fous crient au secours». Pagé critique les mauvais traitements infligés aux patients des hôpitaux psychiatriques et les changements qui doivent être mis en place dans ceux-ci. Cette sortie de roman pousse donc les professionnels en psychologie à enquêter dans les asiles psychiatriques au Québec dans ses années.
Une des enquêtes est menée par le Docteur Dominique Bédard et le Docteur Denis Lazure. Après avoir investigué dans plusieurs hôpitaux psychiatriques, les deux psychiatres en sont venus avec le rapport Bédard. À la suite du dépôt du rapport en 1962, beaucoup de changements et de résolutions sont amenés au niveau du fonctionnement des hôpitaux psychiatriques ce qui met fin aux mauvais traitements infligés aux patients.

### Critiques internationales
Au titre de la critique des institutions[Quoi ?], le placement en hôpital psychiatrique est dénoncé par l'Organisation des nations unies (en particulier via son programme sur les droits de l'homme en santé mentale Quality Rights), la Convention relative aux droits des personnes handicapées ainsi que les rapporteurs spéciaux des nations unies.

### En France
Le contrôleur général des lieux de privation de liberté Adeline Hazan a dénoncé, lors d'une visite à l'hôpital psychiatrique du Rouvray (Seine-Maritime), l'une des situations les plus graves vues dans sa carrière.
Il est question d'une entrave aux libertés de circulation fondamentales, puisque les patients même en hospitalisation libre ne pouvaient sortir librement sans l'autorisation du personnel soignant. Le recours aux chambres d'isolement, bien que devant être réservé aux situations d'urgence, était banalisé. Ceci était justifié par des restrictions budgétaires et au niveau du personnel.
Les toilettes étant inaccessibles aux patients, des seaux hygiéniques étaient placés dans les chambres.
Il était également question de lits provisoires, installés dans des bureaux ou des « locaux inadaptés », et d'incidents graves au sein de l'unité d'hospitalisation pour adultes, de nature sexuelle ou relatifs à des produits stupéfiants, dont des adolescents seraient victimes.

## Représentations artistiques

### Dans la littérature
La liste de romans évoquant ce thème est très longue, mais certaines œuvres littéraires sont restées dans la mémoire collective, notamment en raison d'une ou plusieurs adaptations au cinéma ou de l'intérêt qu'elles ont pu susciter :

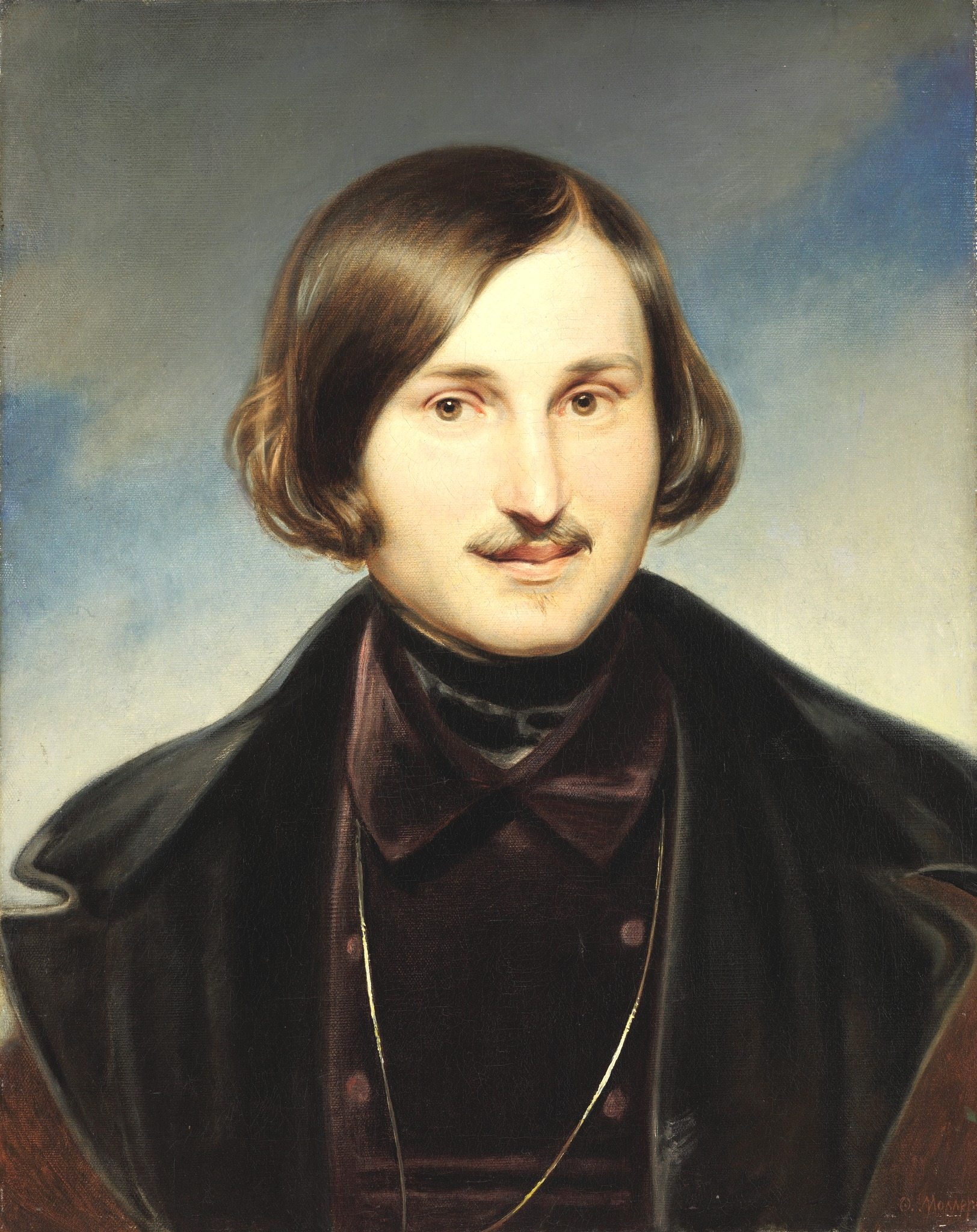
Nicolas Gogol, auteur du Journal d'un fou

- Le journal d'un fou est une nouvelle de l'écrivain russe Nicolas Gogol, écrite en 1834 narre la vie d'un homme qui finit par sombrer dans la folie. Il finit par être emmené de force dans un asile psychiatrique, alors que lui-même se figure arriver en Espagne ;
- La Tête contre les murs est un roman d'Hervé Bazin publié en 1949 narre la vie d'un homme présumé fou qui, du fait de son comportement erratique, passe son temps entre la prison et l'hôpital psychiatrique ;
- Vol au-dessus d'un nid de coucou (One Flew Over the Cuckoo's Nest) est un roman de Ken Kesey paru en 1962. L'intrigue se déroule dans un hôpital psychiatrique, situé dans l'Oregon, aux États-Unis et la vie des malades qui y sont internés. Le narrateur de l'histoire, Bromden est un pensionnaire d’origine amérindienne qui se fait passer pour un sourd-muet ;
- Quand j'avais cinq ans je m'ai tué (When I Was Five I Killed Myself) est un roman de Howard Buten, paru en 1981 qui narre l'histoire d'un jeune enfant pris en charge dans une structure psychiatrique ;
- Shutter Island est un roman policier historique, de l'écrivain américain Dennis Lehane publié en 2003 dont l'intrigue se déroule en 1954 sur l'île de Shutter Island, dans un hôpital psychiatrique abritant des patients malades mentaux s'étant rendus coupables d'actes criminels ;
- Veronika décide de mourir est un roman de Paulo Coelho publié en 1998 et qui a bénéficié de deux adaptations cinématographiques. Le roman évoque l'histoire d'une jeune femme qui avale des somnifères pour se suicider puis qui se réveille dans un hôpital psychiatrique.

### Dans la bande dessinée
- Dans les comics ainsi que les adaptations de la franchise DC Comics, l'Asile d'Arkham est souvent évoqué. Il représente un milieu où les supers vilains sont le plus souvent enfermés. L'origine de ce nom est lié à la création des nouvelles liée au mythe de Cthulhu écrites par l'écrivain américain H.P. Lovecraft et ses continuateurs.
- Lisa Mandel, décrit dans une bande-dessinée, HP : L'Asile d'aliénés[23], le quotidien difficile d'un hôpital psychiatrique dans les années 1970.
- Dans l'album d'Hergé Les Cigares du pharaon paru en 1934, des trafiquants d'opium tentent de se débarrasser de Tintin en l'enfermant dans un hôpital psychiatrique en Inde.

### Au cinéma

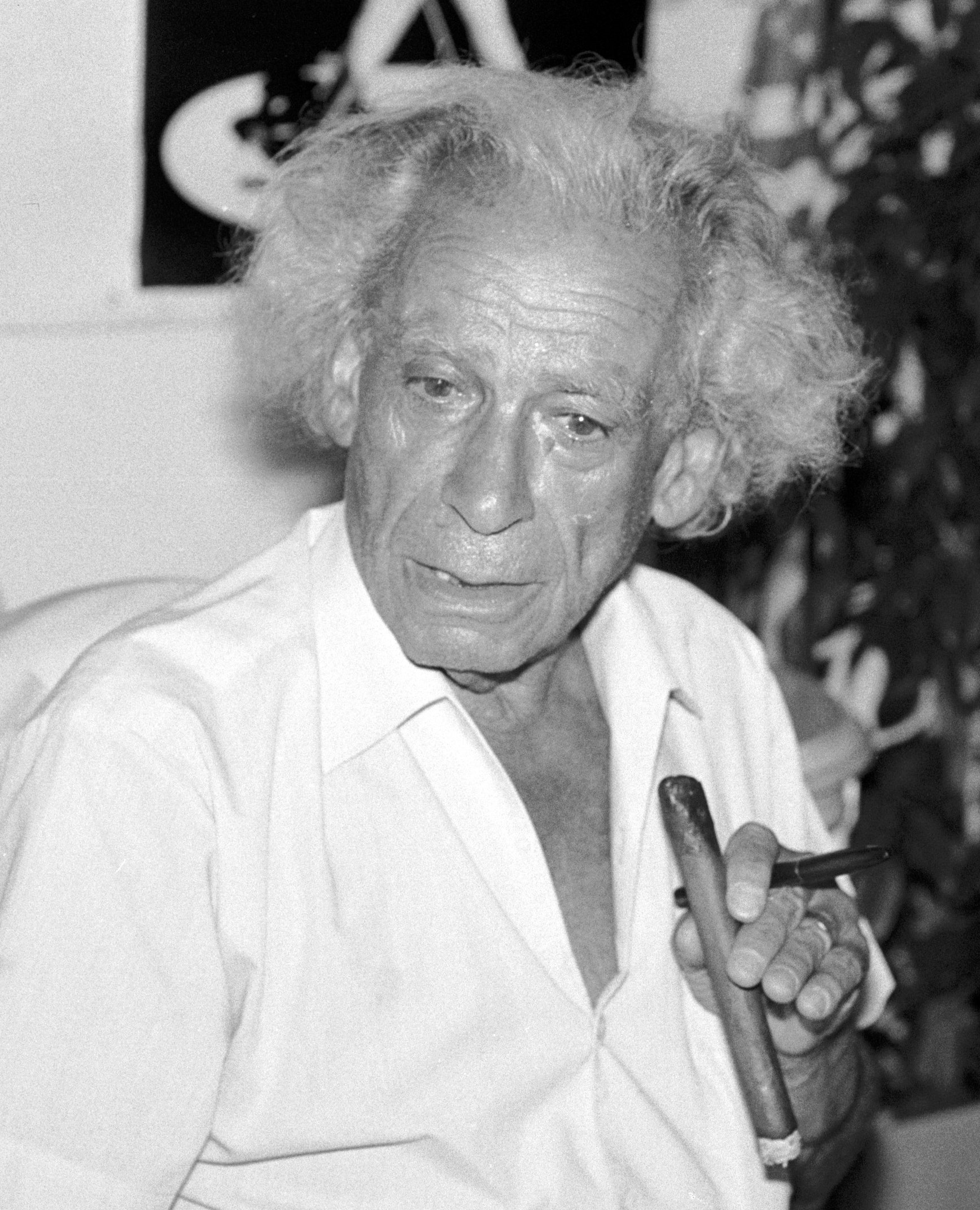
Samuel Fuller, auteur du film Shock Corridor

De nombreux films évoquent la vie dans les établissements psychiatriques, notamment le film de Miloš Forman, Vol au-dessus d'un nid de coucou (One Flew Over the Cuckoo's Nest) adapté du roman éponyme de Ken Kesey. Ce film est resté célèbre en raison de nombreux prix dont les cinq oscars reçus lors de la cérémonie des Oscars du cinéma 1976 et des six trophées reçus lors de la cérémonie des Golden Globes 1976.
Aux États-Unis, d'autres films tels que Shock Corridor réalisé par Samuel Fuller, sorti en 1963, Asylum film britannique réalisé par Roy Ward Baker, sorti en 1972, Jamais je ne t'ai promis un jardin de roses (I Never Promised You a Rose Garden) de l'américain d'Anthony Page sorti en 1977 ou Shutter Island réalisé par Martin Scorsese, sorti en 2010, ont pu marquer l'histoire du cinéma par leur originalité et la qualité de leurs réalisations.
Dans Terminator 2, une partie de l'intrigue se déroule dans un hôpital psychiatrique.
En France, le film Le Roi de cœur, film franco-italien du réalisateur Philippe de Broca, sorti en 1966, présente les aventures d'un soldat britannique, démineur de son état qui découvre une ville désertée par ses habitants à la fin de la Première Guerre mondiale, à l'exception des pensionnaires de l'asile d'aliénés. Malgré l'échec commercial en France, les droits ont été vendus aux États-Unis où le film a été très bien accueilli et dans les années 1980, le roi de cœur deviendra un véritable phénomène cinéphile outre-Atlantique.

### À la télévision
- Dans la série American Horror Stories (saison 2 : Asylum (asile, nom donné aux « cliniques pour déficients mentaux »)) la saison se passe dans un hôpital psychiatrique situé dans un ancien manoir aux mains d'une « bonne sœur » tyrannique et manipulatrice, en 1964, appuyant fortement le côté « carcéral » du milieu hospitalier psychiatrique. Les soins sont à base d'électrochocs et de diagnostics faits par un docteur fétichiste et meurtrier.
- La série HP avec Tiphaine Daviot montre la vie d'une interne en hôpital psychiatrique. Le sujet est tourné de façon humoristique.

### Dans les jeux vidéo
- Brian Basco est enfermé à tort en hôpital psychiatrique sur décision de la justice dans le jeu vidéo Runaway: A Twist of Fate développé par Pendulo Studios. Les actions du joueur permettent d'entrer en contact et de communiquer dans l'imaginaire des malades. Un endroit de l'hôpital est dévoilé avec une musique du jeu intitulé Culture chanté en français, où de nombreux instruments de torture laissent penser à des moyens jugés « thérapeutiques » dans le passé pour traiter les malades.
- Un jeu vidéo développé par DreamForge Intertainment du nom de Sanitarium se passe dans un hôpital psychiatrique. Il est question d'un personnage amnésique se réveillant autour de personnes malades mentalement, essayant de faire revenir sa mémoire malgré ses nombreux changements de personnalité.

## Personnalités décédées dans un hôpital psychiatrique
En France, parmi les plus notables sont, dans l'ordre chronologique, le marquis de Sade, homme de lettres français, connu pour ses œuvres liée à l'érotisme et à la pornographie, mort à l'asile de Charenton en 1814, la révolutionnaire Anne-Josèphe Théroigne de Méricourt décédée en 1817 à l'hôpital de la Salpétrière, l'écrivain Guy de Maupassant, auteur de nouvelles réalistes et quelquefois fantastiques mort dans la « clinique du docteur Blanche » en 1893, Georges Feydeau mort en 1921 dans la clinique du docteur Fouquart à Rueil-Malmaison et enfin Louis Althusser, philosophe français, mort à l'hôpital psychiatrique de la MGEN (Institut Marcel-Rivière) à La Verrière en 1990 après avoir étranglé son épouse, la sociologue Hélène Rytmann, lors d'une crise de démence, dans leur domicile parisien, la sculptrice Camille Claudel, qui meurt à l'asile de Montdevergues (actuellement Montfavet) le 19 octobre 1943. Elle sera inhumée au cimetière de Montfavet (Vaucluse). Ses restes sont actuellement entreposés dans l'ossuaire du cimetière. Sans oublier la peintre Séraphine Louis dite Séraphine de Senlis qui meurt de faim à l’asile de Clermont-sur-Oise en 1942.
Aux États-Unis, la romancière, peintre Zelda Fitzgerald, épouse de l'écrivain américain Francis Scott Fitzgerald est morte lors de l'incendie de l'hôpital d'Asheville, en Caroline du Nord, où elle était hospitalisée.
Au Québec, le poète Émile Nelligan a vécu une grande partie de sa vie adulte à l'asile de Saint-Jean-de-Dieu de Montréal où il mourut le 18 novembre 1941.